# Représentations diplomatiques d'Haïti

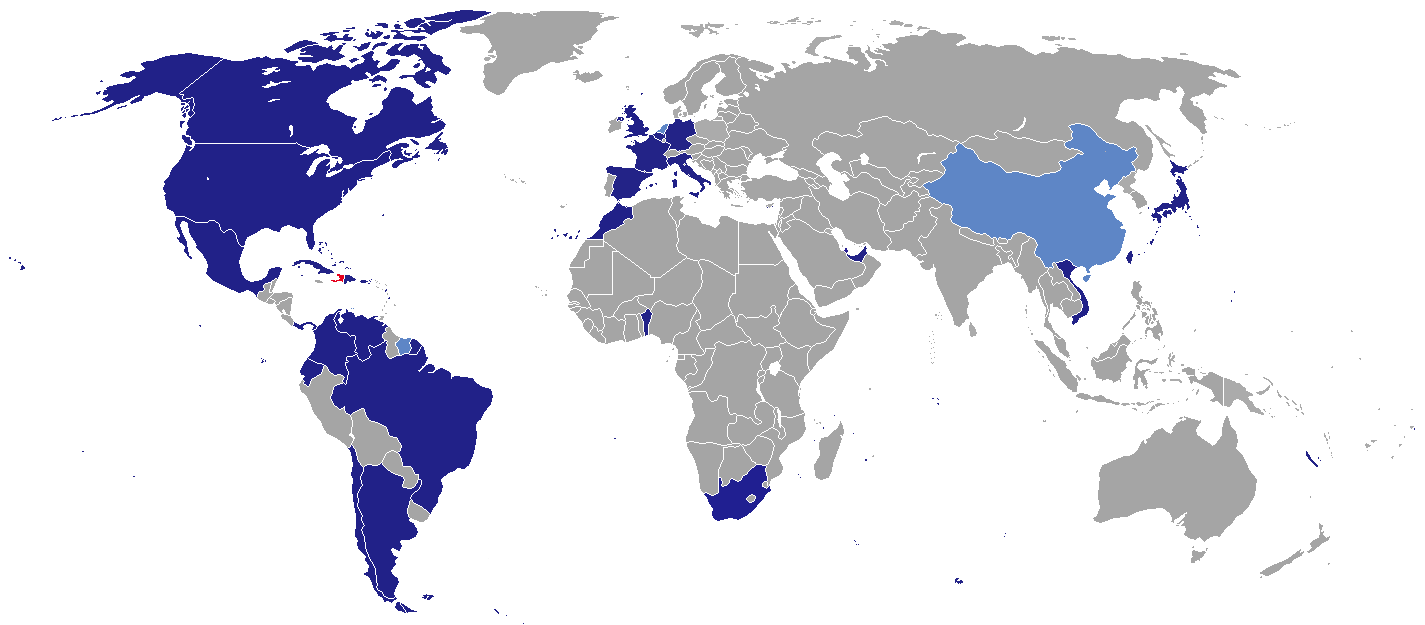
Représentations diplomatiques d'Haïti :
Haïti
Ambassade
Consulat général

Voici les représentations diplomatiques d'Haïti à l'étranger :

## Afrique
- Afrique du Sud
  - Pretoria (ambassade)
- Maroc
  - Rabat (ambassade)
  - Dakhla (consulat général)[1]

## Amérique
- Argentine
  - Buenos Aires (ambassade)
- Bahamas
  - Nassau (ambassade)
- Brésil
  - Brasilia (ambassade)
- Canada
  - Ottawa (ambassade)
  - Montréal (consulat général)
- Chili
  - Santiago du Chili (ambassade)
- Colombie
  - Bogotá (ambassade)
- Cuba
  - La Havane (ambassade)
- Équateur
  - Quito (ambassade)
- États-Unis
  - Washington (ambassade)
  - Atlanta (consulat général)
  - Boston (consulat général)
  - Chicago (consulat général)
  - Miami (consulat général)
  - New York (consulat général)
  - Orlando (consulat général)
- Mexique
  - Mexico (ambassade)
  - Tapachula (consulat)
- Panama
  - Panamá (ambassade)
- République dominicaine
  - Saint-Domingue (ambassade)
  - Dajabón (consulat général)
  - Higüey (consulat général)
  - Santa Cruz de Barahona (consulat général)
  - Santiago de los Caballeros (consulat général)
- Suriname
  - Paramaribo (consulat général)
- Venezuela
  - Caracas (ambassade)

## Asie
- Chine
  - Pékin (représentation commerciale)
- Japon
  - Tokyo (ambassade)
- Qatar
  - Doha (ambassade)
- Taïwan
  - Taipei (ambassade)
- Viêt Nam
  - Hanoi (ambassade)

## Europe
- Allemagne
  - Berlin (ambassade)
- Belgique
  - Bruxelles (ambassade)
- Espagne
  - Madrid (ambassade)
- France
  - Paris (ambassade et consulat général)
  - Cayenne, Guyane française (consulat général)
  - Pointe-à-Pitre, Guadeloupe (consulat général)
- Italie
  - Rome (ambassade)
- Pays-Bas
  - Oranjestad, Aruba (consulat général)
  - Willemstad, Curaçao (consulat général)
- Royaume-Uni
  - Londres (ambassade)
  - Providenciales, Îles Turks-et-Caïcos (consulat général)
- Vatican
  - Cité du Vatican  (ambassade)

## Organisations internationales
- Bruxelles  (mission permanente auprès de l'Union européenne)
- Genève  (mission permanente auprès de l'Organisation des Nations unies)
- New York (mission permanente auprès de l'Organisation des Nations unies)
- Paris (mission permanente auprès de l'Organisation internationale de la francophonie et l'UNESCO)
- Rome (mission permanente auprès de l'Organisation des Nations unies pour l'alimentation et l'agriculture)
- Washington, D.C. (mission permanente auprès de l'Organisation des États américains)

## Galerie

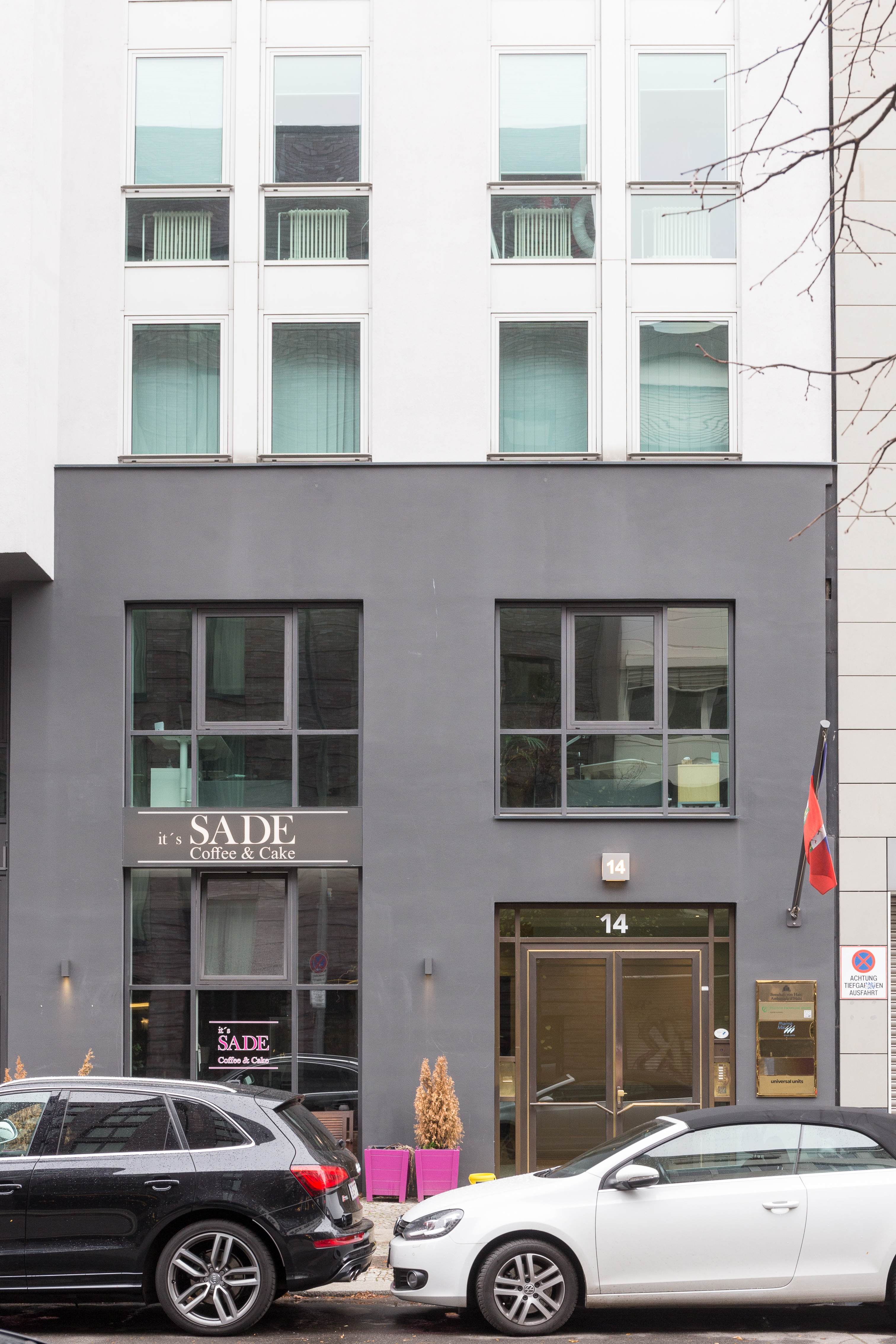
Ambassade à Berlin.
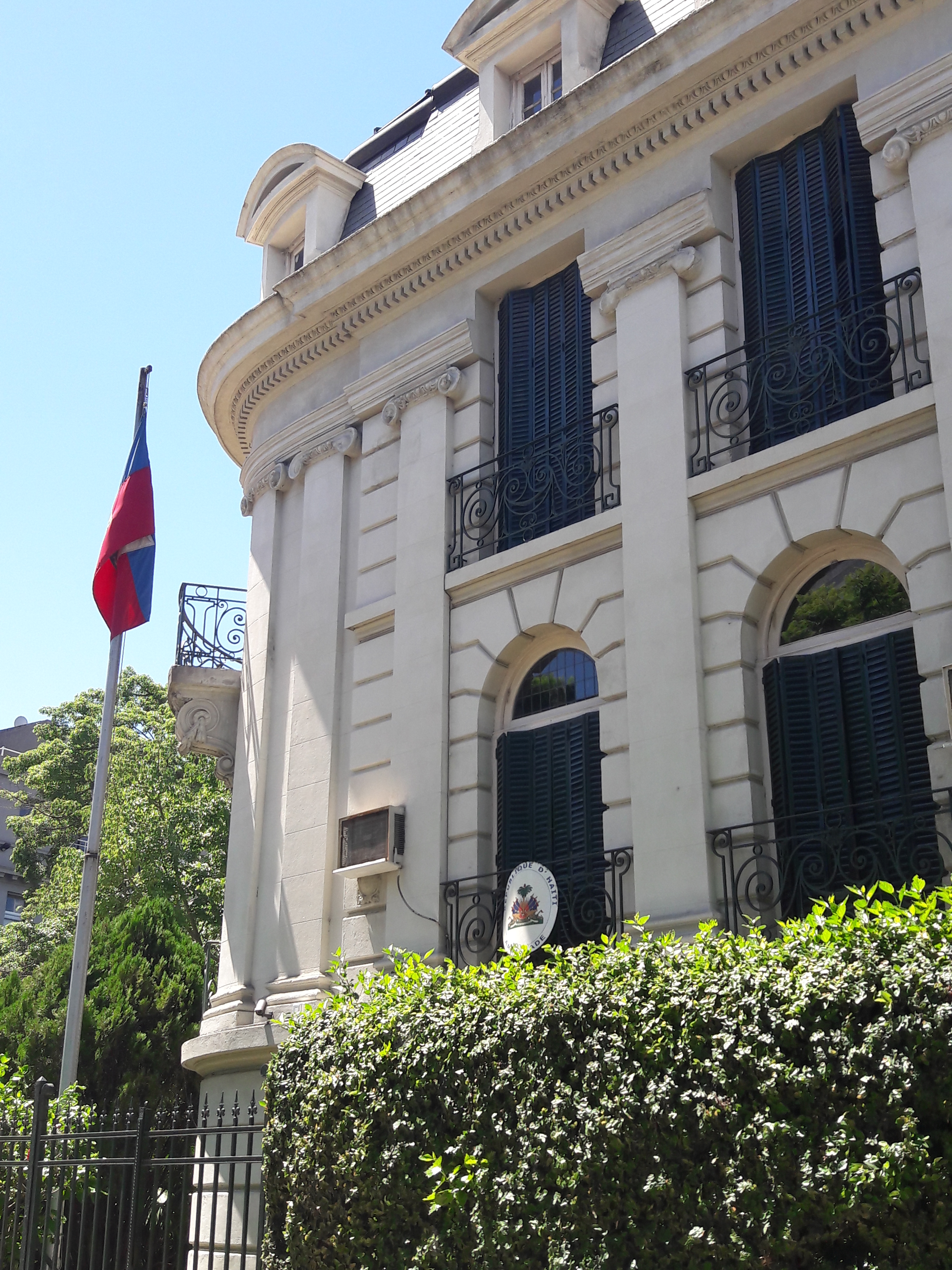
Ambassade à Buenos Aires.
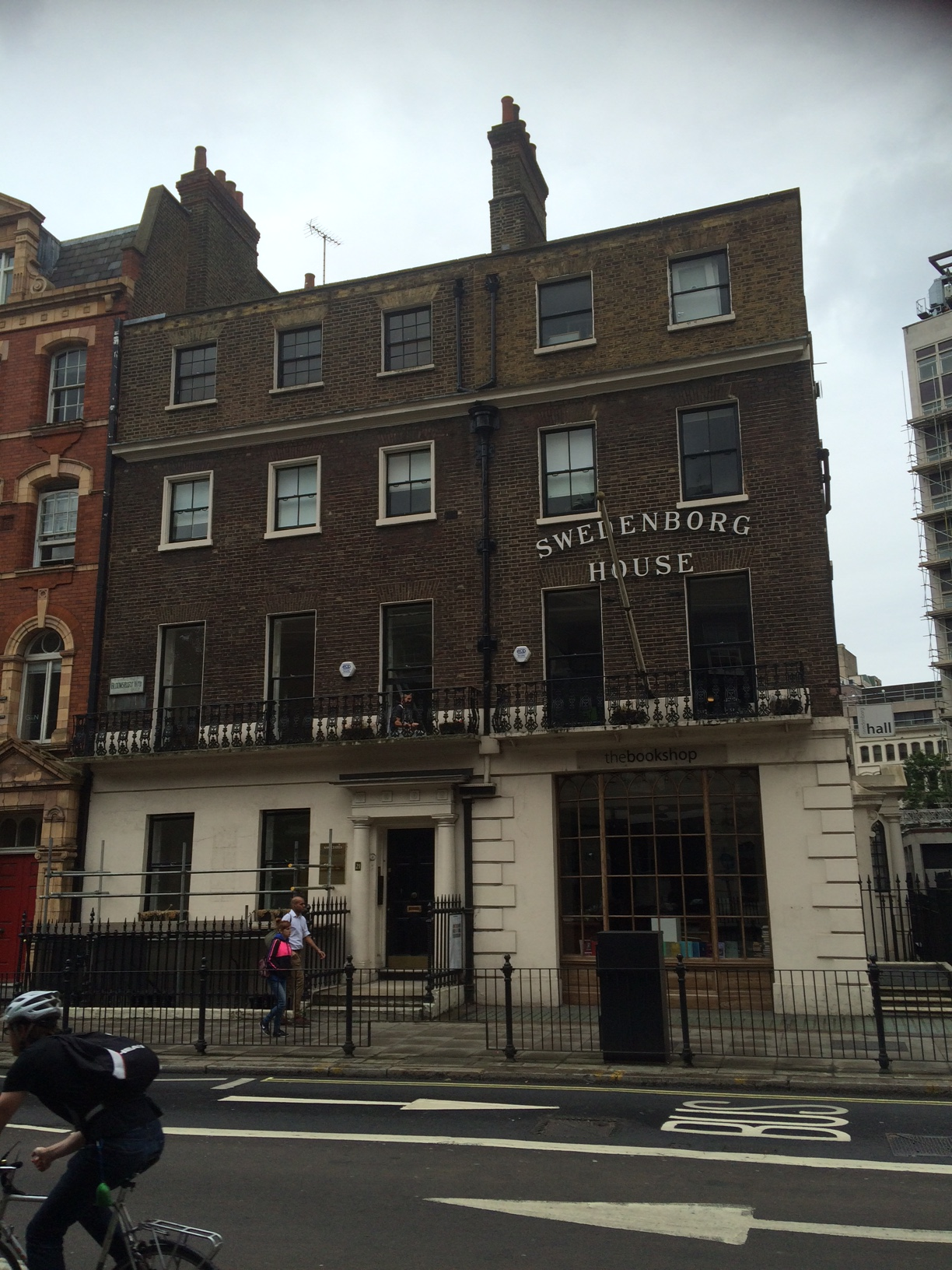
Ambassade à Londres.
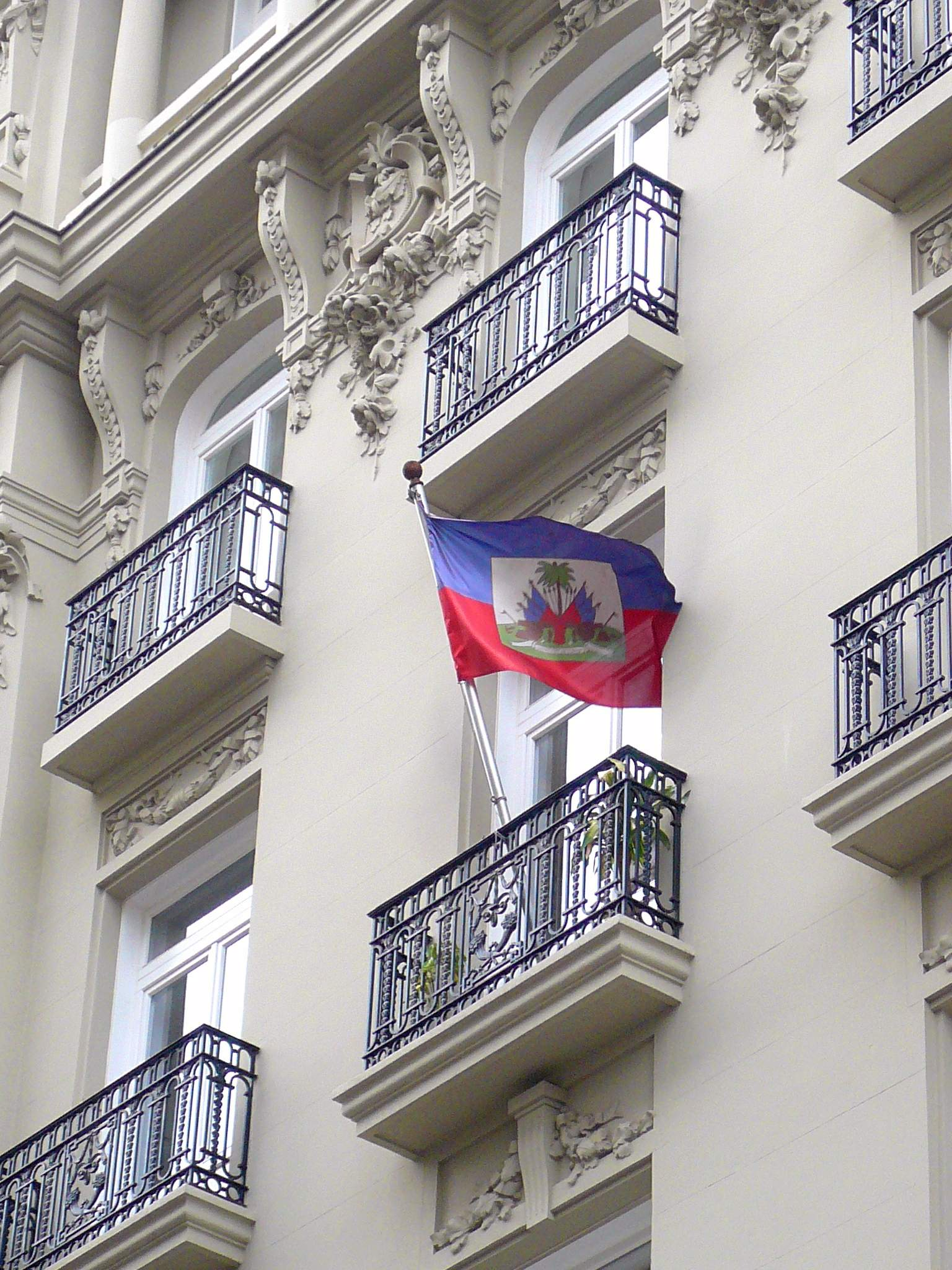
Ambassade à Madrid.
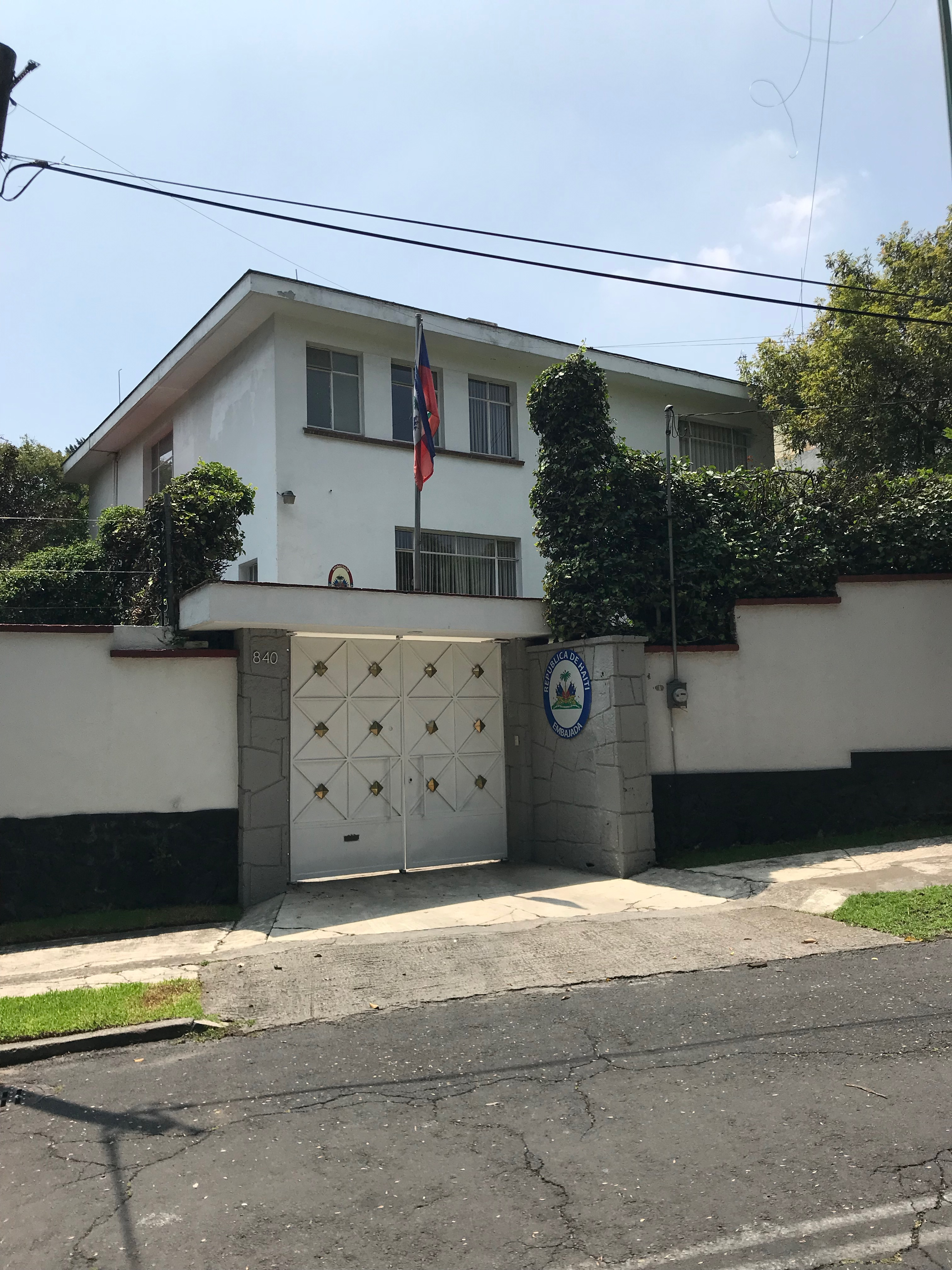
Ambassade à Mexico.
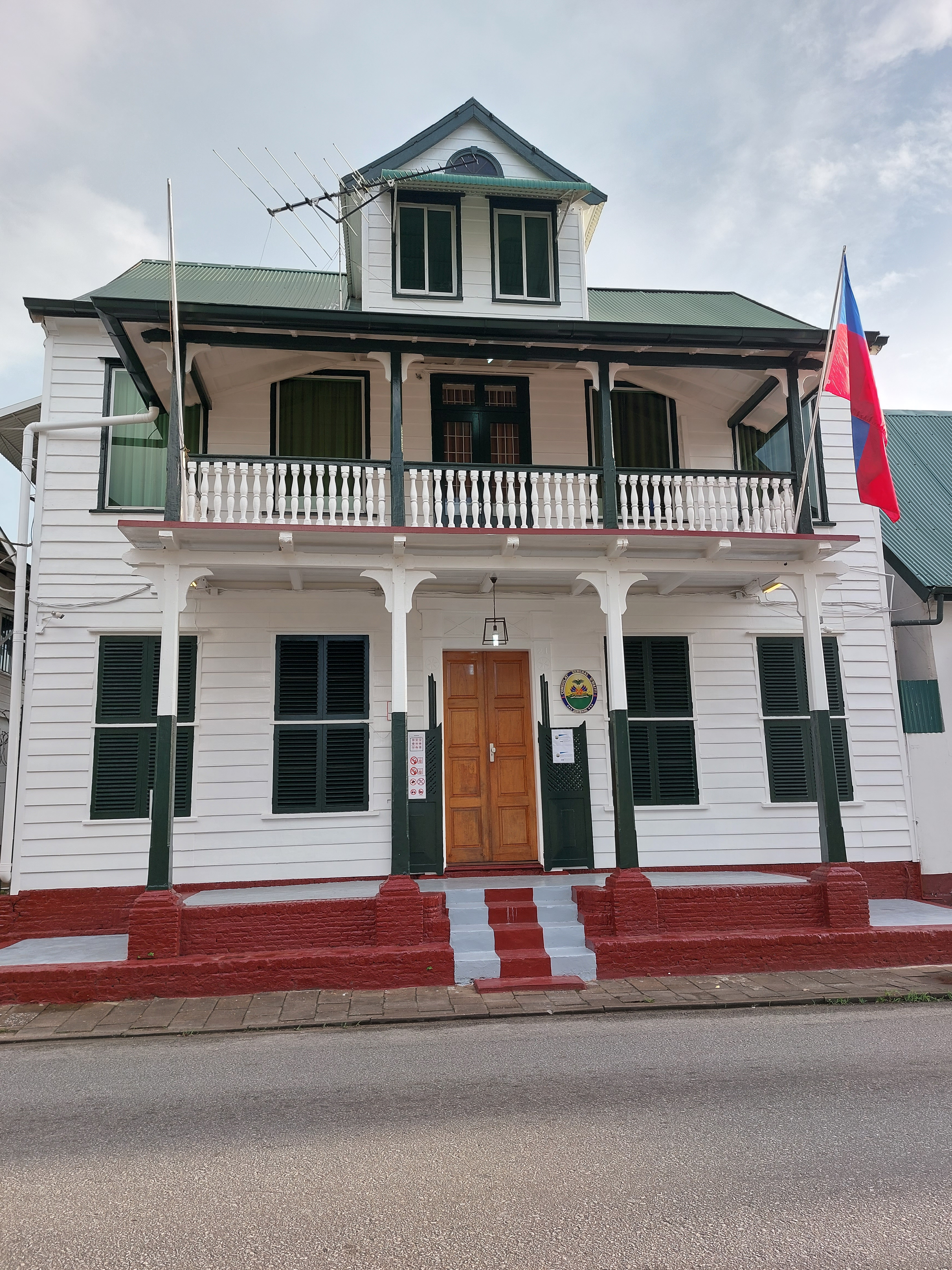
Consulat général à Paramaribo.
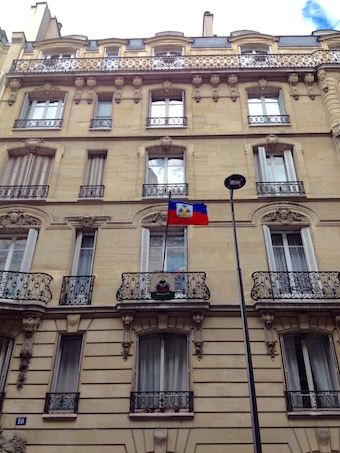
Ambassade à Paris.
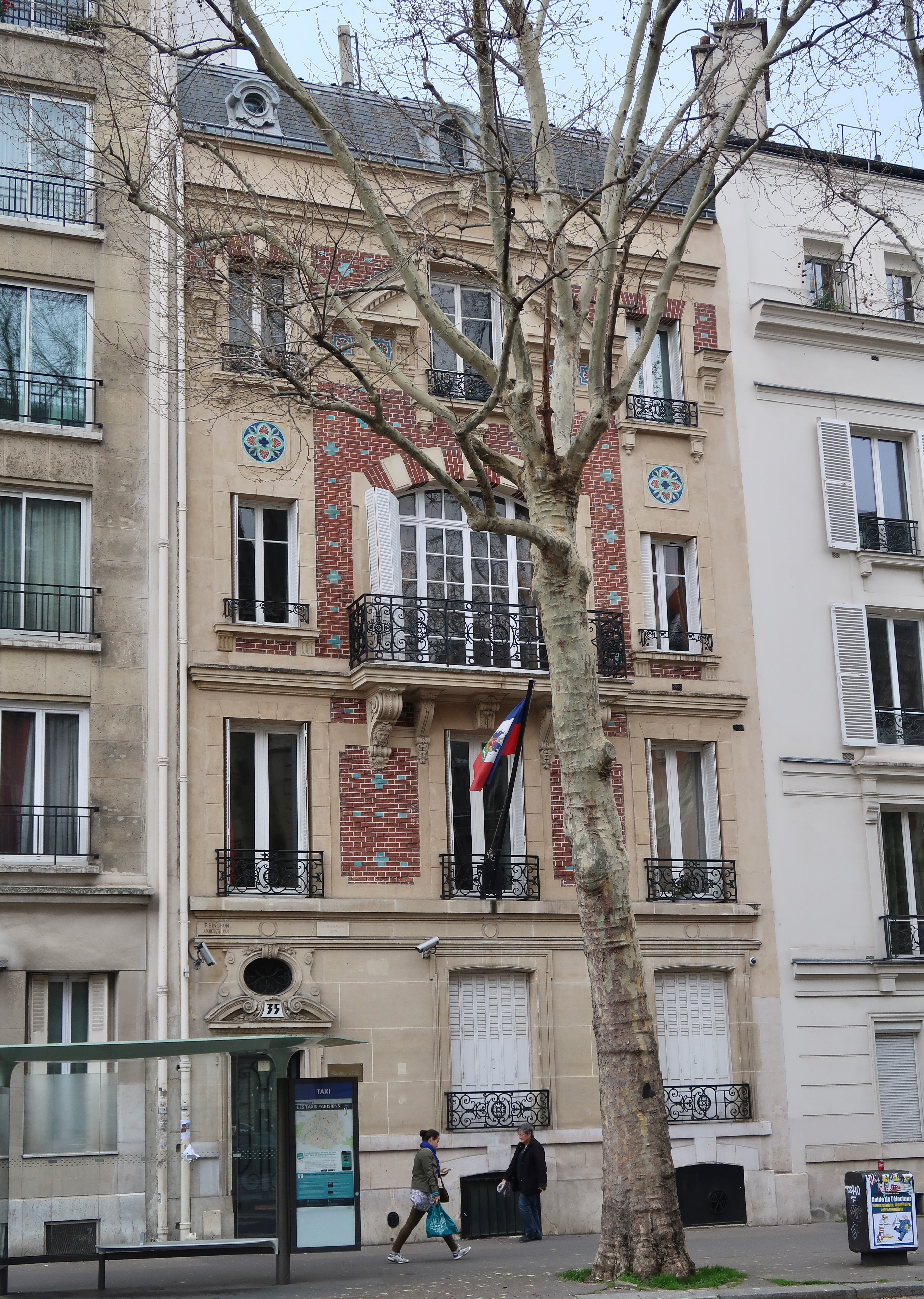
Consulat général à Paris.
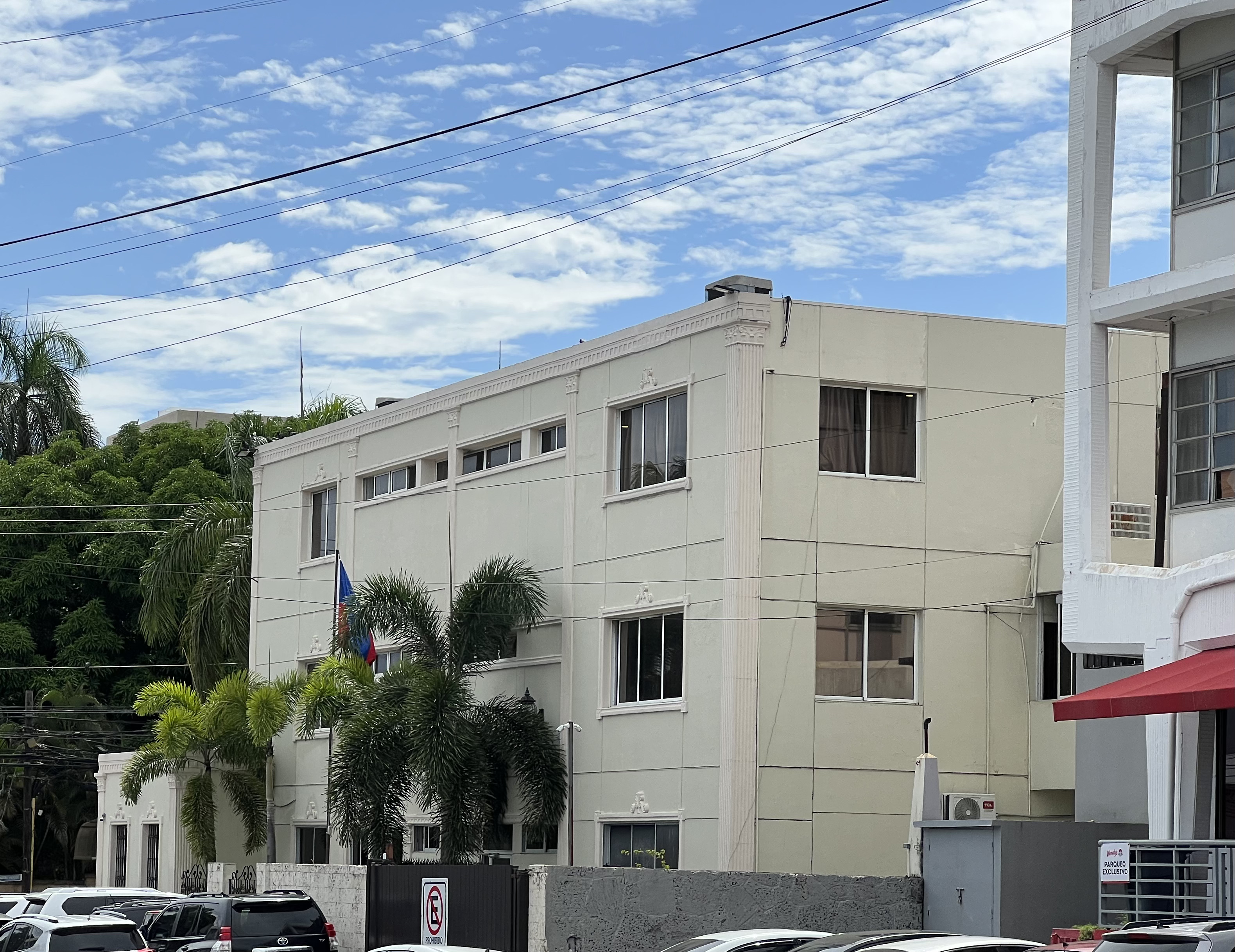
Ambassade à Saint-Domingue.
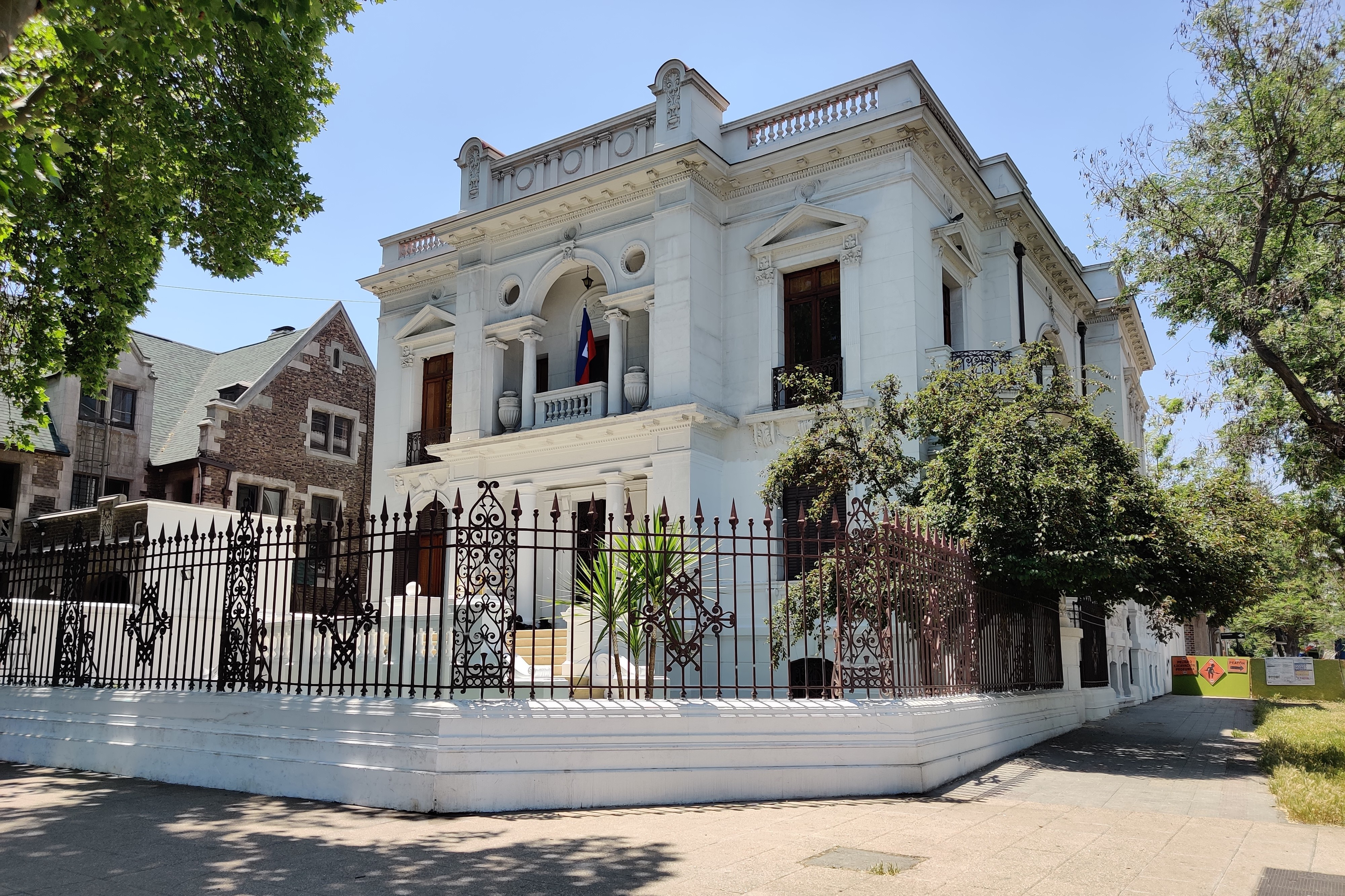
Residence de l'ambassade à Santiago du Chili.
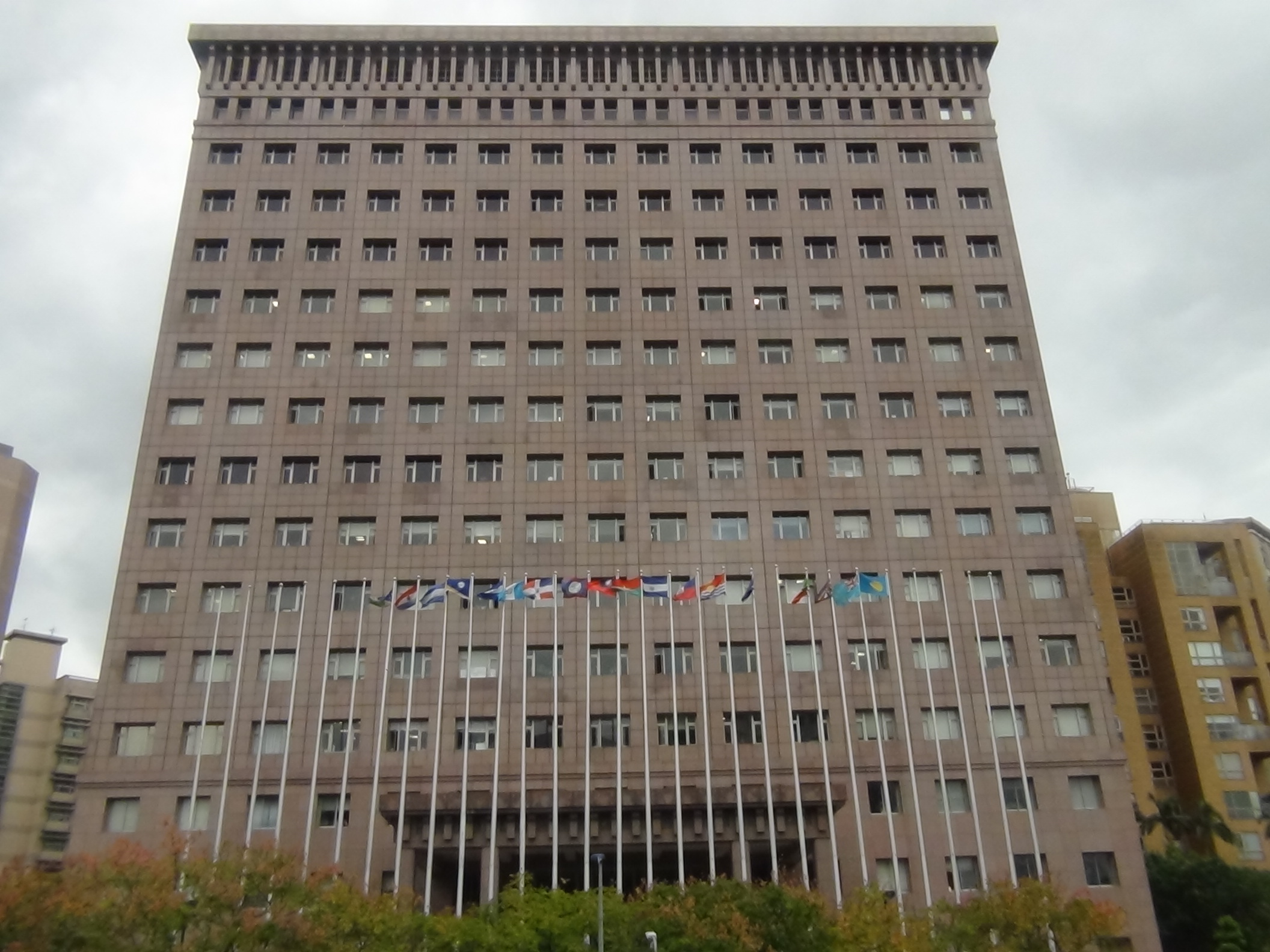
Ambassade à Taipei.
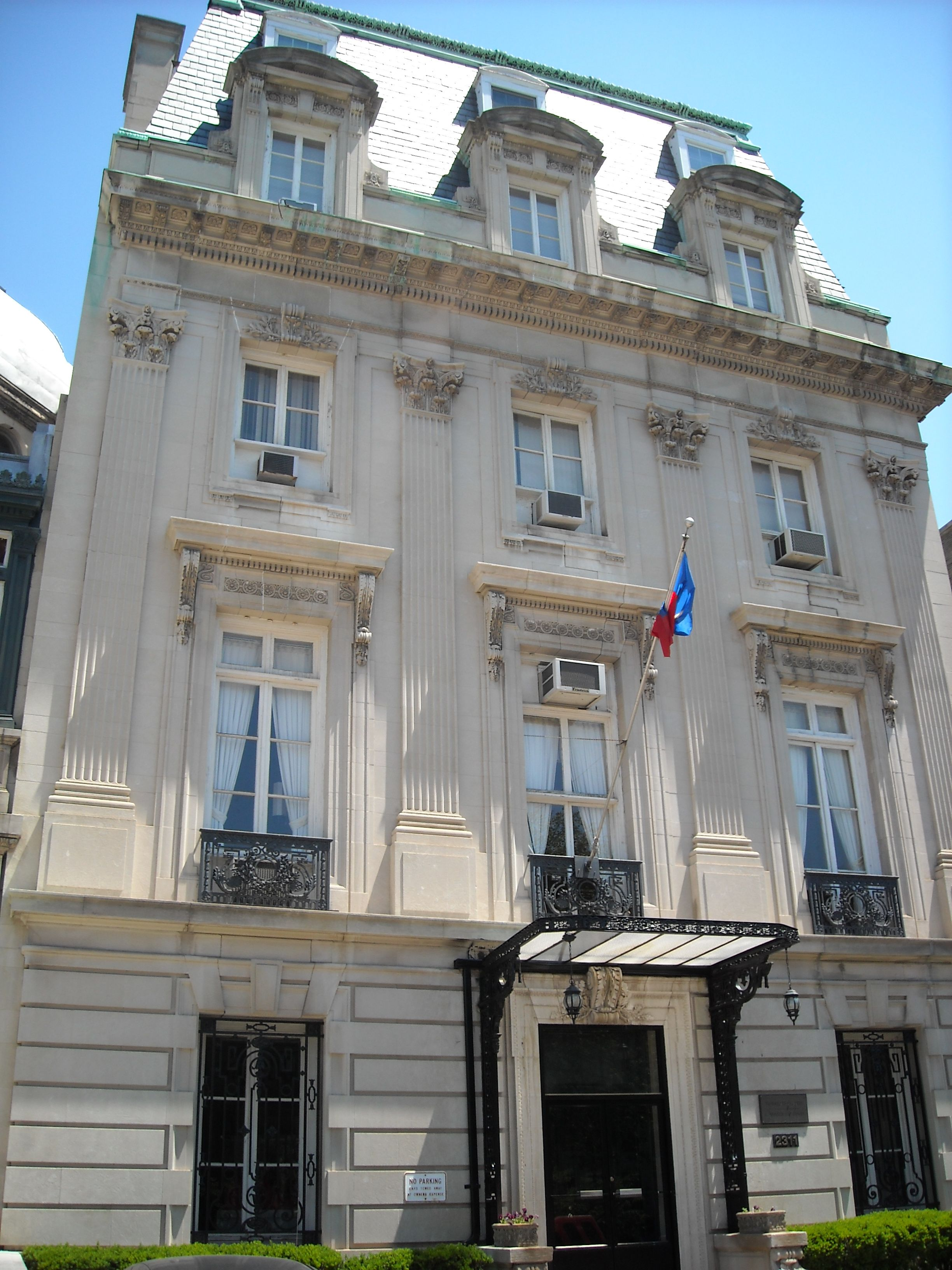
Ambassade à Washington.